# Tour El Adiós
Fue una serie de shows que significarían la despedida de la banda de Teen Angels luego de seis años de actividad. La banda compuesta por Peter Lanzani, Lali Espósito, Gastón Dalmau, Rocío Igarzábal y Nicolás Riera brindó una serie de shows en el Teatro Gran Rex de Buenos Aires y un único show en el Orfeo Superdomo de Córdoba.

## Recorrido
Luego del lanzamiento y la presentación del sexto disco de estudio de la banda llamado "Teen Angels: La Despedida" con el motivo de la disolución de la banda en 2012, anunciaron una serie de presentaciones en el Teatro Gran Rex de la ciudad de Buenos Aires para el mes de junio. Debido al éxito, el grupo tuvo que agregar nuevas funciones para el último día de junio y para todo el mes de julio. Finalmente la función del 27 de julio fue la última que la banda brindó en ese recinto.
El 16 de agosto de 2012 los Teen Angels fueron invitados al Estadio Luna Park para brindar un pequeño show para el evento "Un sol para los chicos", que se realiza todos los años en el "Día del Niño" para recaudar fondos benéficos.
En el mes de septiembre la banda anuncia que realizarán un último show en la ciudad de Córdoba en el estadio Orfeo Superdomo el 8 de octubre, que significaría la última presentación en vivo hasta el momento de la banda.

## Concierto
Comienza el show con imágenes de los Teen Angels en conciertos de otros años, se levanta una de las pantallas y los Teen cantan «Ángeles del Mundo» en una plataforma que cae del techo. Los Teen se bajan de ella y cantan «Llega en Forma de Amor» con su video de fondo.
Los Teen interactúan con el público y comienzan a interpretar «Loco» con una coreo muy sensual.
Luego se genera un ambiente tranquilo y de nostalgia luego de que el grupo comienza a interpretar dos canciones de su primer disco llamadas «Dos Ojos» y «Para Vos» de forma acústica.
En la siguiente parte la banda interpreta junto con el público «Cada Vez Que Sale el Sol» para luego volver a una parte sensual con la canción «Vos Ya Sabes».
Comienza una etapa de recuerdo para cada uno de los miembros de la banda: Peter Lanzani interpreta «Nena», Gastón Dalmau realiza un meedly con «Abre Tus Ojos» y «El Espejo» y luego realiza una participación en la versión lenta de «Escaparé» junto con Lali Espósito que luego esta la seguiría sola pero con la versión original. Para terminar Nico y Rochi cantan el nuevo tema «Integridad Perfecta» del nuevo disco con este primero tocando el piano.
Los Teen cantan «Un Paso» con el estribillo cantado por el público y luego finalmente con ellos ya que es un tema muy movido para cantar y bailar al mismo tiempo. Luego la banda interpreta la canción «La Vida es Mejor Cantando» y luego las canciones «Hoy» y «Quien».
A continuación los cinco interpretan la canción lenta «Mírame Mírate» y luego una de sus grandes éxitos: «Miedo a Perderte».
La próxima etapa se volvería muy movida ya que en esta, la banda interpreta de forma continua las canciones «A Decir Que Si», «Estoy Aquí Otra Vez», «A Ver Si Pueden», «Bravo Por la Tierra» y «Que Llegue Tu Voz».
Antes de la despedida definitiva el quinteto interpreta una de las canciones más exitosas de su carrera: «Que Nos Volvamos a Ver».
Finalmente cada uno de los integrantes de la banda realiza unas palabras emotivas de agradecimiento por los seis años de carrera e interpretan las canciones «Baja el Telon» y «No Te Digo Adios» con imágenes y videos de las cuatro temporadas de Casi Ángeles y de los seis años de Teen Angels. Al final de la última canción comienza a caer papel picado desde el cielo, los chicos se despiden y se baja una pantalla con el título: "Teen Angels: El Adiós" dando por finalizado el show.

## Producción
El concierto de El Adiós llevado al Teatro Gran Rex y a Córdoba contó con una gran producción, empezando por músicos y banda en vivo, y una gran producción visual en las pantallas, que mostraba imágenes de toda la trayectoria de Teen Angels y momentos en la serie Casi Ángeles (serie de la cual la banda se desprendió), que nunca se habían visto, que generaban emoción y nostalgia en el público.
Nicolás Riera tocó la guitarra en vivo en los temas: «Ángeles del Mundo», «Hoy», «Quien» y «Miedo a Perderte». En este primer tema, solo en los shows realizados en el Gran Rex se incluyó una plataforma que caía del techo mientras interpretaban el tema.
Solo en los conciertos del Gran Rex, Nico también tocó en vivo el piano en el tema «Integridad Perfecta» que interpreta junto con Rochi; mientras que en el show realizado en la Córdoba el piano no fue incluido en el concierto.

## Película
El 27 de julio de 2012, el último show de Teen Angels en el Teatro Gran Rex fue protagonista de la filmación de la película de Teen Angels: El Adiós, una recopilación del show que la banda ofreció ese día debido a que fue la última presentación en ese escenario. La película fue estrenada en mayo de 2013 con la dirección de Juan Manuel Jiménez y con la producción de Cris Morena Group, RGB Entertainment y Yups Channel.
En la película se encuentra todo el show de Teen Angels con entrevistas realizadas a los cinco integrantes. Sin embargo el show no es presentado de forma ordenada en el que fue realizado. En el concierto los Teen Angels también interpretan el tema «Loco», sin embargo ese momento del show no es incluido en la película por motivos desconocidos.

## Repertorio
1. Ángeles del Mundo
2. Llega en Forma de Amor
3. Loco
4. Dos Ojos (acústico)
5. Para Vos (acústico)
6. Cada Vez Que Sale el Sol
7. Vos Ya Sabes
8. Nena
9. Abre Tus Ojos / El Espejo
10. Escaparé
11. Integridad Perfecta
12. Un Paso
13. La Vida es Mejor Cantando
14. Hoy / Quien
15. Mírame, Mírate
16. Miedo a Perderte
17. A Decir Que Si
18. Estoy Aquí Otra Vez
19. A Ver Si Pueden
20. Bravo Por la Tierra
21. Que Llegue Tu Voz
22. Que Nos Volvamos a Ver
23. Baja El Telón
24. No Te Digo Adiós

| Notas |
| --- |
| - En el concierto realizado el 26 de julio, los Teen Angels interpretaron el tema «Que Nos Volvamos a Ver» junto con la actriz ex Casi Angeles: Julia Calvo quien fue a saludarlos y apoyarlos en su despedida. - Para el concierto realizado el 27 de julio, el último Gran Rex, los Teen Angels interpretaron la canción «Vuelvo a Casa» |

## Fechas
| Fecha                | Ciudad       | País      | Recinto         | Entradas Vendidas / Disponibles | Referencias |
| -------------------- | ------------ | --------- | --------------- | ------------------------------- | ----------- |
| 16 de junio de 2012  | Buenos Aires | Argentina | Teatro Gran Rex | 42.406 / 42.406                 | [ 5 ]       |
| 17 de junio de 2012  | Buenos Aires | Argentina | Teatro Gran Rex | 42.406 / 42.406                 | [ 5 ]       |
| 23 de junio de 2012  | Buenos Aires | Argentina | Teatro Gran Rex | 42.406 / 42.406                 | [ 6 ]       |
| 24 de junio de 2012  | Buenos Aires | Argentina | Teatro Gran Rex | 42.406 / 42.406                 | [ 6 ]       |
| 30 de junio de 2012  | Buenos Aires | Argentina | Teatro Gran Rex | 42.406 / 42.406                 | [ 7 ]       |
| 1 de julio de 2012   | Buenos Aires | Argentina | Teatro Gran Rex | 42.406 / 42.406                 | [ 7 ]       |
| 16 de julio de 2012  | Buenos Aires | Argentina | Teatro Gran Rex | 42.406 / 42.406                 | [ 8 ]       |
| 17 de julio de 2012  | Buenos Aires | Argentina | Teatro Gran Rex | 42.406 / 42.406                 | [ 8 ]       |
| 21 de julio de 2012  | Buenos Aires | Argentina | Teatro Gran Rex | 42.406 / 42.406                 | [ 9 ]       |
| 23 de julio de 2012  | Buenos Aires | Argentina | Teatro Gran Rex | 42.406 / 42.406                 | [ 9 ]       |
| 24 de julio de 2012  | Buenos Aires | Argentina | Teatro Gran Rex | 42.406 / 42.406                 | [ 9 ]       |
| 26 de julio de 2012  | Buenos Aires | Argentina | Teatro Gran Rex | 42.406 / 42.406                 | [ 10 ]      |
| 27 de julio de 2012  | Buenos Aires | Argentina | Teatro Gran Rex | 42.406 / 42.406                 | [ 10 ]      |
| 8 de octubre de 2012 | Córdoba      | Argentina | Orfeo Superdomo | 5.000                           | [ 11 ]      |

## Otras presentaciones
Los Teen Angels se presentaron en diversos programas de televisión para promocionar sus shows de despedida en el Gran Rex y en Córdoba. También para promocionar el lanzamiento de su último disco de estudio, Teen Angels: La Despedida y sus respectivos singles. 
De estas pequeñas presentaciones se destaca la del 16 de agosto en el Estadio Luna Park en el evento solidario Un sol para los chicos.
| Fecha                   | Programa               | Canal   | Recinto                  | Repertorio                                                                            | Referencias |
| ----------------------- | ---------------------- | ------- | ------------------------ | ------------------------------------------------------------------------------------- | ----------- |
| 3 de julio de 2012      | Soñando por Cantar     | ElTrece | Estudio de Ideas del Sur | - Llega en Forma de Amor - Que Llegue Tu Voz                                          | [ 12 ]      |
| 16 de agosto de 2012    | Un sol para los chicos | ElTrece | Estadio Luna Park        | - Baja El Telón - Llega en Forma de Amor - Que Llegue Tu Voz - Que Nos Volvamos a Ver | [ 13 ]      |
| 9 de septiembre de 2012 | La Voz Argentina       | Telefe  | Estudio de Telefe        | - Baja El Telón - Llega en Forma de Amor                                              | [ 14 ]      |